# Astyanax Scaevola Bosio
Pour les articles homonymes, voir Bosio.
Astyanax Scaevola Bosio, dit Bosio le Jeune ou Bosio neveu, né le 23 novembre 1793 à Paris, où il est mort le 27 juin 1876, est un sculpteur français.

## Biographie

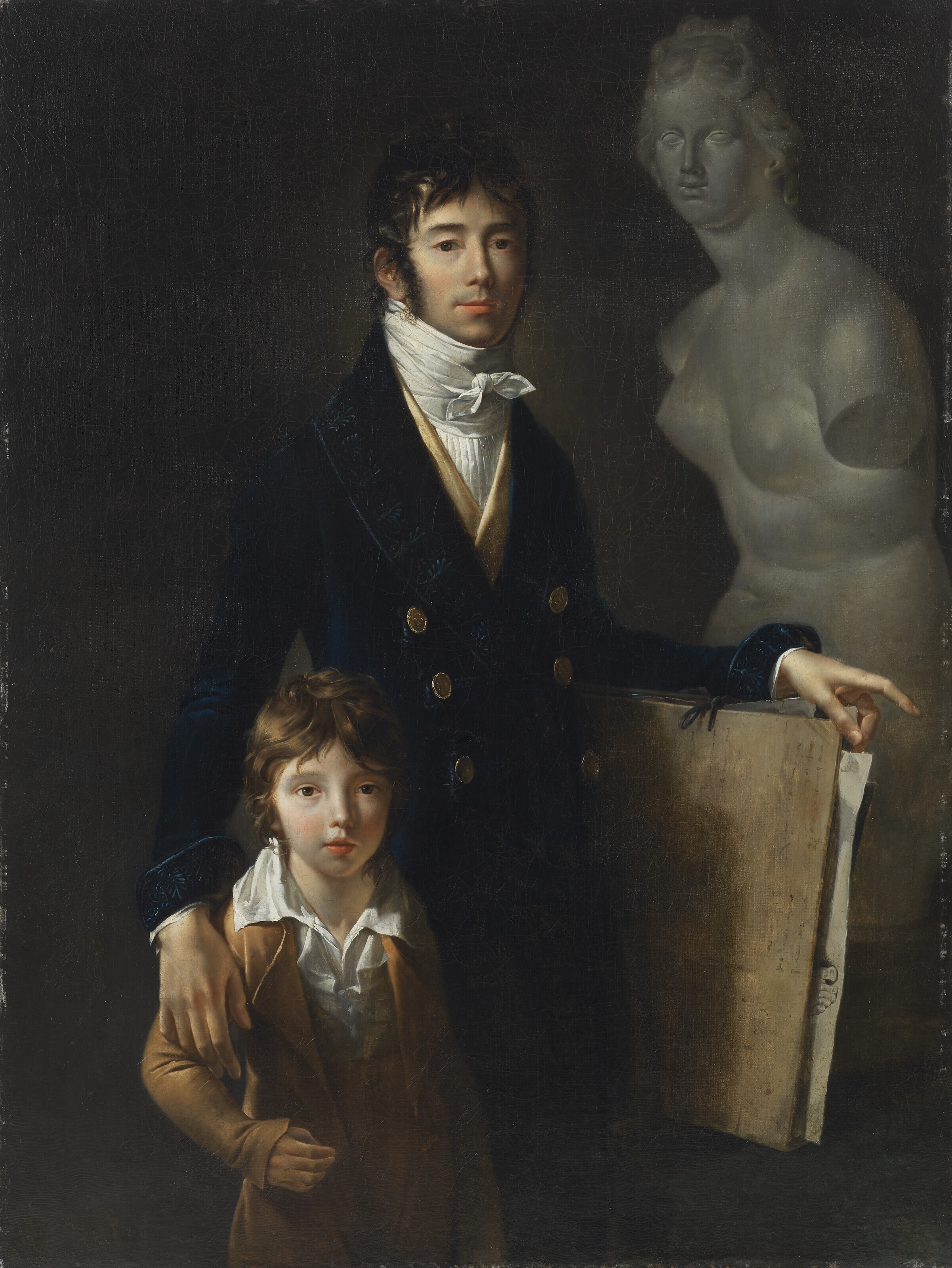
Autoportrait de Jean Baptiste François Bosio avec son fils Astyanax Scaevola Bosio, vers 1801

Astyanax-Scévola Bosio est né à Paris, rue de la Sourdière, section de la Montagne, le 1er frimaire an II (21 novembre 1793). Il était fils de Jean-François Bosio, peintre d'histoire, et de Marie-Joséphine Angeloz, sa femme. Pris par la conscription, en 1813, il assista, en 1814, à la bataille du Mincio et, en 1815, à la bataille de Waterloo où il reçut les galons de caporal-fourrier. Il abandonna ensuite l'armée, devint élève de son oncle François-Joseph Bosio et entra à l'École des Beaux-Arts, le 9 avril 1817. Il débuta au Salon de 1831, avec un buste en marbre de Bougainville qui lui avait été commandé par la Liste civile, et exposa pour la dernière fois en 1861. Il a exécuté différentes œuvres pour l'arc de triomphe de l'Étoile, les églises de la Madeleine et de la Trinité, le Louvre et l'ancien Hôtel de Ville. On lui doit aussi, à l'Institut, le buste en marbre du baron Bosio. Il obtint une deuxième médaille, en 1838, et fut décoré de la Légion d'honneur, en 1857. Il est mort à Paris, rue du Pont-de-Lodi, n° 5, le mardi 27 juin 1876, dans sa quatre-vingt-troisième année. Ses obsèques eurent lieu, le jeudi suivant, à l'église Saint-Séverin.

## Distinctions
- Chevalier de la Légion d'honneur (1857)

## Œuvres dans les collections publiques
Le Puy-en-Velay,  :
- Charles Crozatier au musée Crozatier
- Fontaine Crozatier, place du Breuil

Paris :
- arc de triomphe de l'Étoile : un bas-relief[Lequel ?] ;
- église de la Madeleine : Sainte Adélaïde, statue ;
- église Saint-Vincent-de-Paul : maître-autel ;
- musée national de la Marine : Buste de l’amiral Bougainville, 1831 ;
- palais du Louvre : groupe de quatre cariatides.

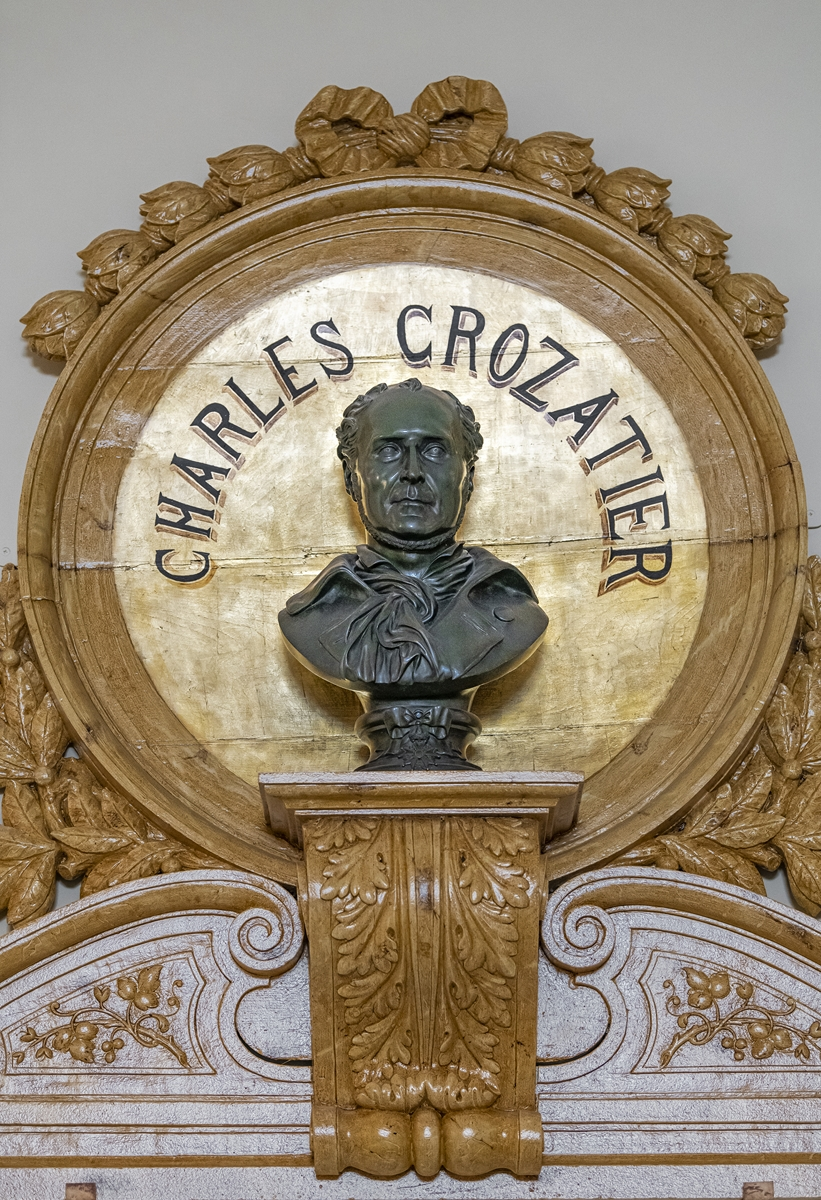
Buste de Charles Crozatier, musée Crozatier
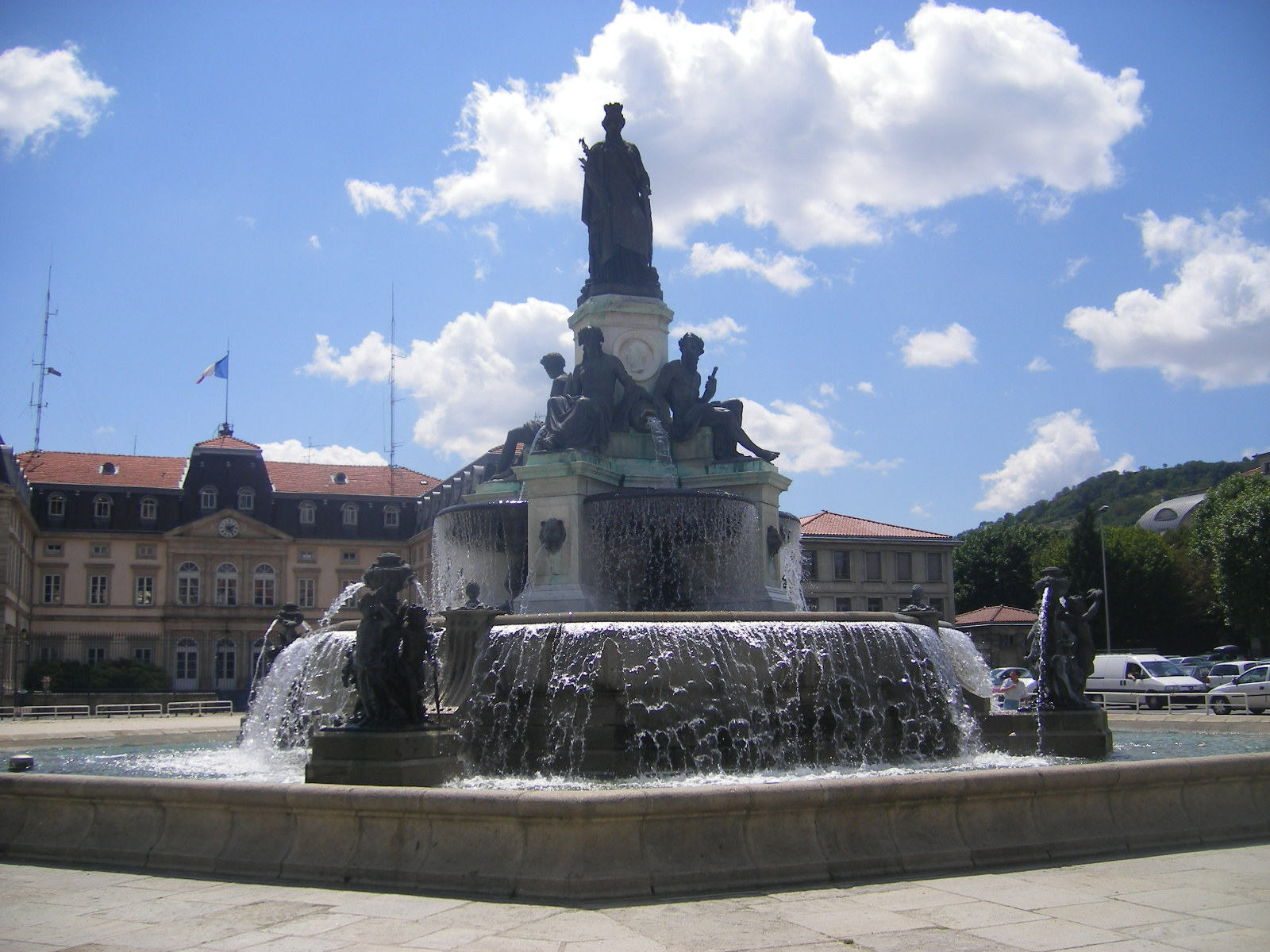
Fontaine Crozatier, Place du Breuil au Puy-en-Velay
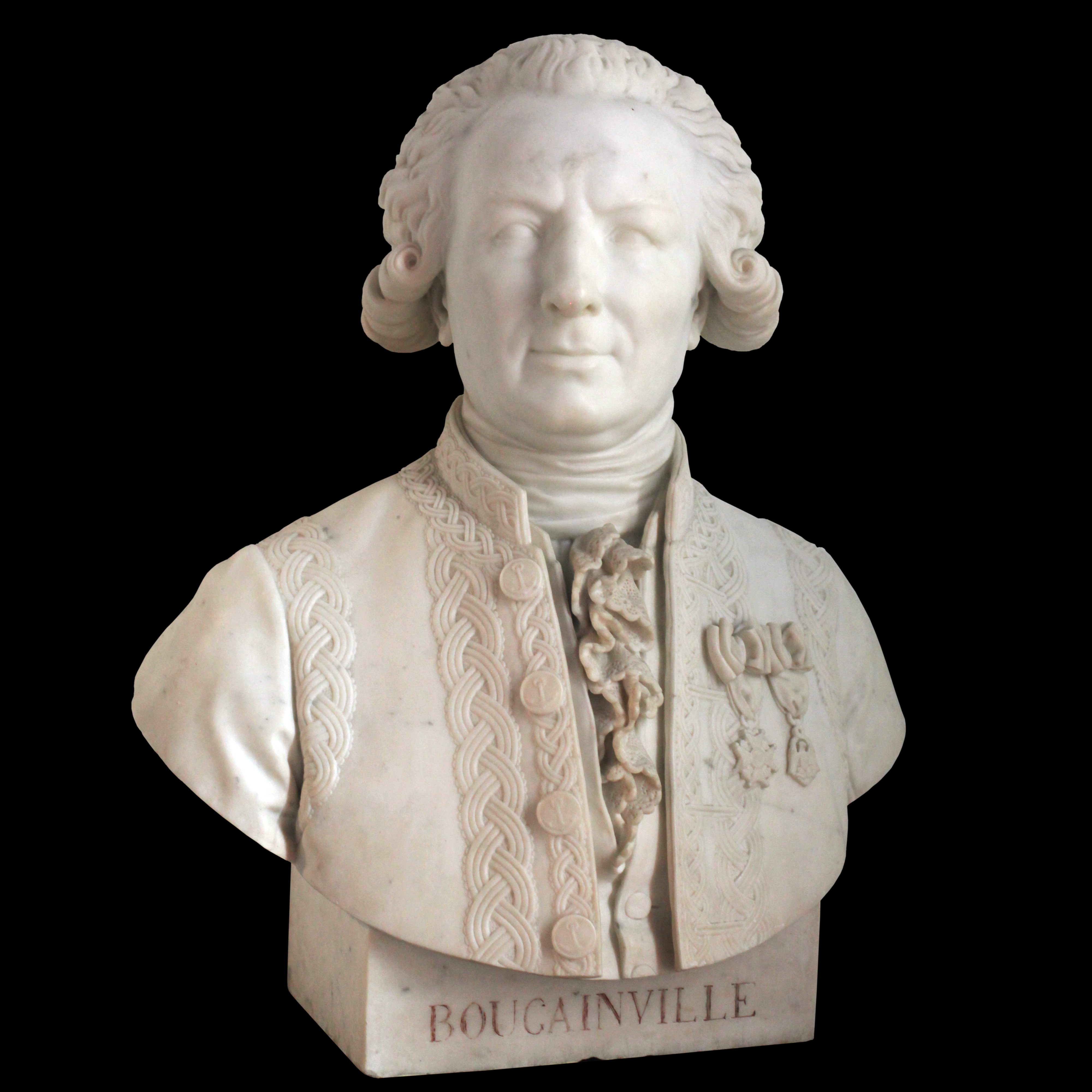
Buste de l'amiral Bougainville (1831), marbre, Paris, musée national de la Marine
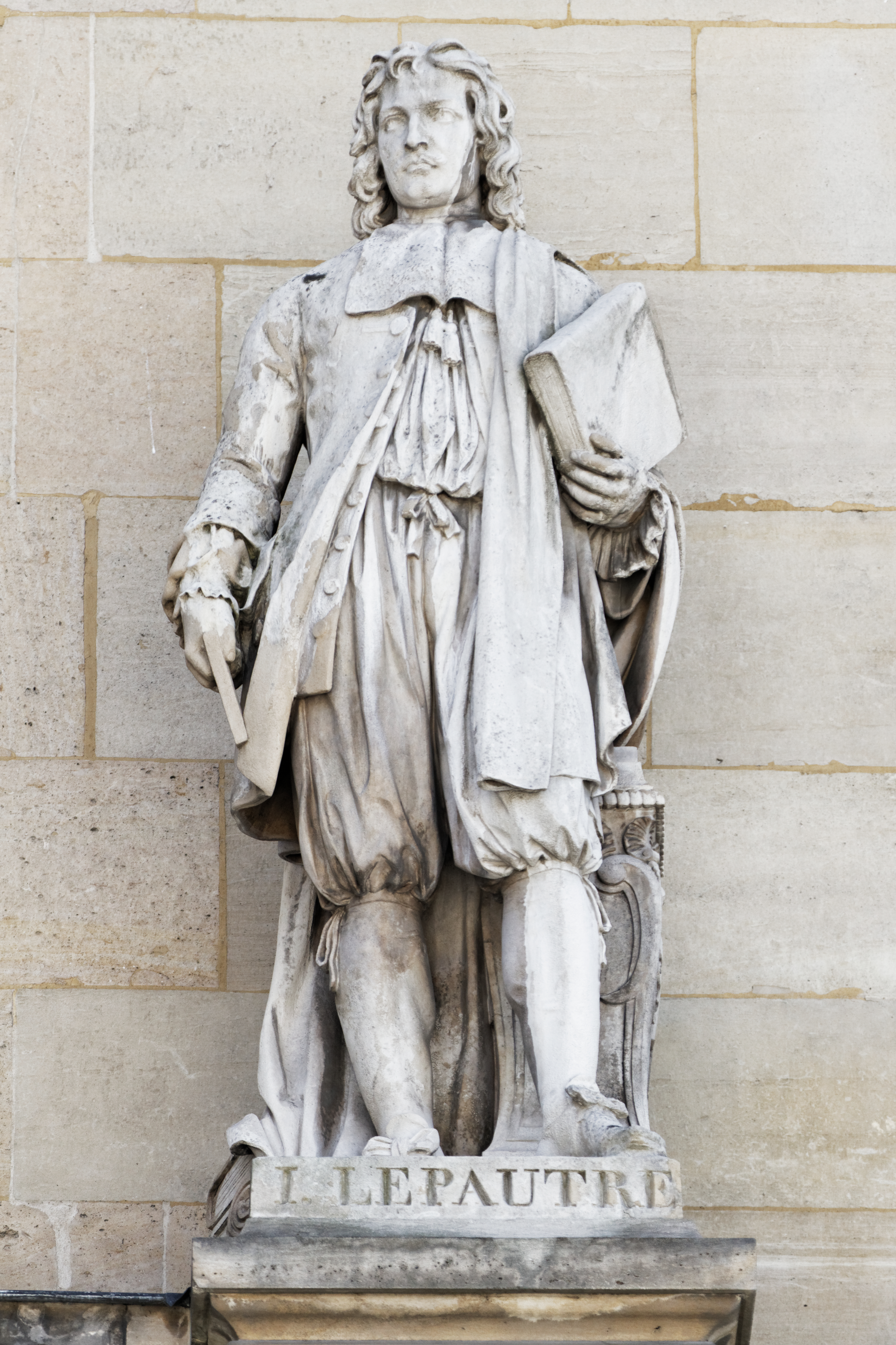
Statue de Jean Lepautre, années 1850, série des Hommes illustres, cour du palais du Louvre

### Sources
- Émile Bellier de La Chavignerie et Louis Auvray, Dictionnaire général des artistes de l’école française depuis l’origine des arts du dessin jusqu’à nos jours : architectes, peintres, sculpteurs, graveurs et lithographes, Paris, Renouard, 1882-1887, 84 p., « Supplément ».
- Gustave Vapereau, Dictionnaire universel des contemporains : contenant toutes les personnes notables de la France et des pays étrangers, t. 1, Paris, Hachette et cie, 1893, 5e éd., 1892 p., p. 269.